# Spelaeoblaniulus serbani
Spelaeoblaniulus serbani är en mångfotingart som beskrevs av Ceuca 1956. Spelaeoblaniulus serbani ingår i släktet Spelaeoblaniulus och familjen kejsardubbelfotingar. Inga underarter finns listade i Catalogue of Life.